# Черногорцы в Республике Сербской
Черногорцы в Республике Сербской (серб. Црногорци у Републици Српској) — граждане черногорского происхождения, проживающие и работающие на территории Республики Сербской. Черногорцы признаны одним из 12 национальных меньшинств Республики Сербской, их интересы защищает Совет национальных меньшинств Республики Сербской. В Республике Сербской проживает 1116 черногорцев, по данным переписи населения 2013 года.

## Община
Черногорцы активно стали расселяться на территории современной Республики Сербской уже после Второй мировой войны: они жили в таких крупных городах, как Требине, Билеча, Гацко, Невесине, Любине, Фоча и Чайниче, а также в Баня-Луке. Огромное количество черногорцев сейчас проживает в Герцеговине, и они являются самым большим по численности национальным меньшинством Республики Сербской.

## Религия
Как и сербы, черногорцы являются преимущественно прихожанами Сербской православной церкви.

## Общества
В Республике Сербской действуют следующие черногорские общества:
- Общество черногорцев в Республике Сербской «Негош» (Баня-Лука)
- Общество черногорцев «Негош» (Добой)
- Общество черногорцев в Герцеговине «Вук Мичунович» (Требине)
- Общество черногорцев и друзей «Луча» (Градишка)
- Краеведческое общество черногорцев в Герцеговине «Петар Петрович Негош» (Требине)
- Общество черногорцев и друзей Черногории «Ловчен» (Баня-Лука)
- Общество черногорцев «Ловчен» (Биелина)

В Республике Сербской ежегодно отмечаются Дни черногорской культуры, в рамках которых проводятся мероприятия по увековечиванию истории, культуры и искусства Черногории. В феврале 2016 года краеведческим обществом черногорцев в Герцеговине «Петар Петрович Негош» сформировано вече Даниловграда.

## Известные личности
- Игор Радойчич, мэр Баня-Луки.
- Милое Делетич, делегат Вече народа Республики Сербской третьего созыва.
- Раденко Рикич, делегат Вече народа Республики Сербской четвёртого созыва.
- Деян Арсич, кинорежиссёр.
- Драгослав Медоевич, актёр Национального Театра Республики Сербской.
- Милован Дробняк, тренер по кикбоксингу сборной команды БиХ.
- Антонио Попович, журналист РТРС и рок-музыкант.